# Quido Mánes
Quido Mánes (17 de julio de 1828, Praga - 5 de agosto de 1880, Praga) fue un pintor checo especializado en escenas de género.

## Vida y trabajo

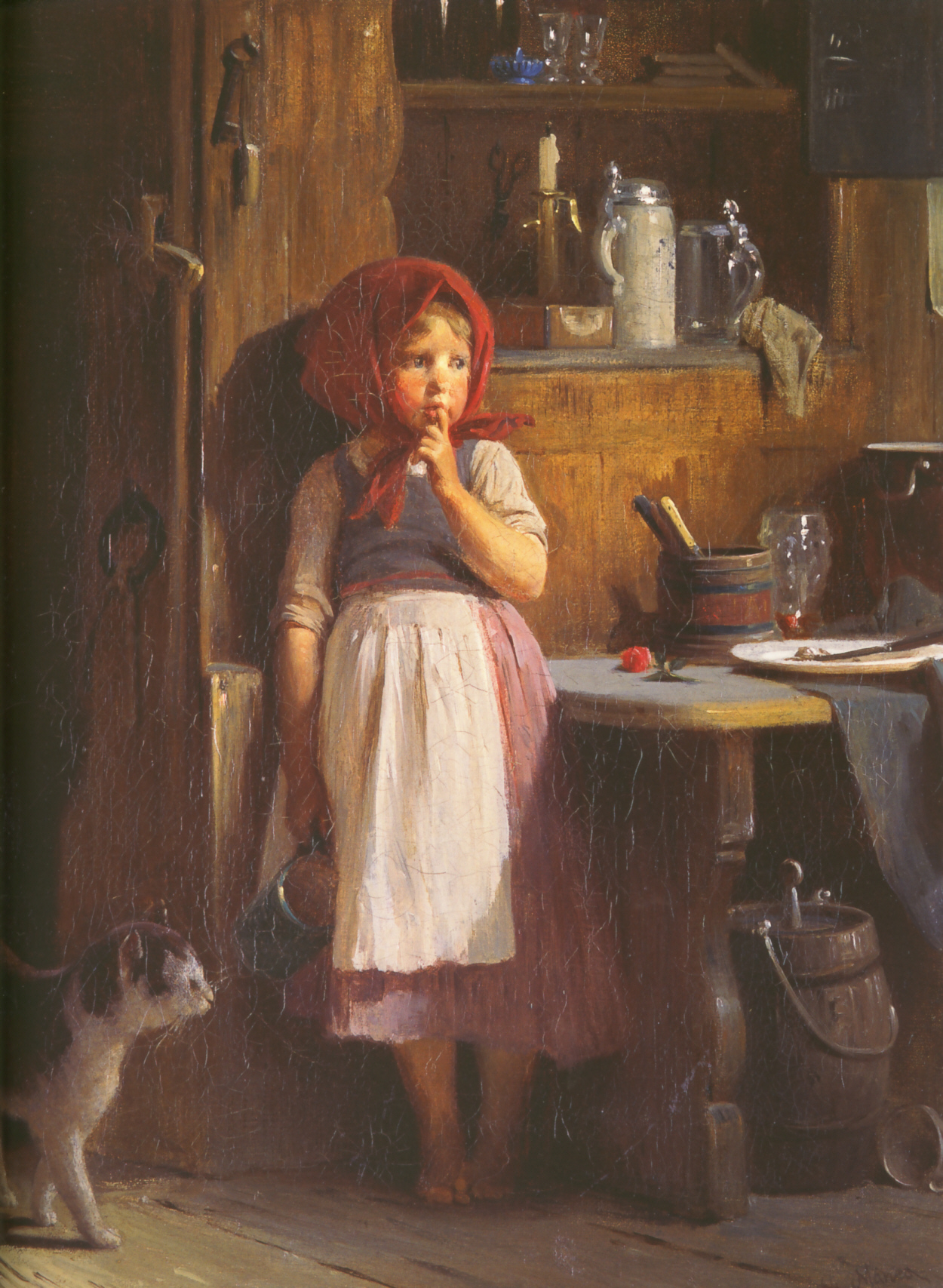
Chica joven (c.1860)

Provenía de una familia de artistas que incluía a su padre Antonín, el tío Vaclav, el hermano Josef y la hermana Amalie.  De 1838 a 1851 estudió en la Academia de Bellas Artes de Praga.  Su carrera fue interrumpida durante varios años después de 1866 por la grave enfermedad de Josef.  En 1871, luego de la muerte de su hermano, recuperó sus habilidades al tomar lecciones adicionales de Benjamin Vautier en la Kunstakademie Düsseldorf . 
Era más conocido por sus escenas de la vida cotidiana burguesa en Praga y las escenas folclóricas de Chodenland en el suroeste de Bohemia.  Sus retratos de niños fueron especialmente populares. 

## Otras lecturas
- Quido Mánes. Exhibition Catalog. Prague, 1937
- In: Österreichisches Biographisches Lexikon 1815–1950 (ÖBL). Vol. 6, Austrian Academy of Sciences, Vienna 1975, ISBN 3-7001-0128-7, p. 51.